# Le Pâquier (Neuchâtel)
Le Pâquier es una localidad y antigua comuna suiza del cantón de Neuchâtel, situada en el distrito de Val-de-Ruz. Desde el 1 de enero de 2013 hace parte de la comuna de Val-de-Ruz.

## Historia
La primera mención escrita de Le Pâquier data de 1328 cuando aparece en un documento con el nombre de Pasquier. La comuna mantuvo su autonomía hasta el 31 de diciembre de 2012. El 1 de enero de 2013 pasó a ser una localidad de la comuna de Val-de-Ruz, tras la fusión de las antiguas comunas de Boudevilliers, Cernier, Chézard-Saint-Martin, Coffrane, Dombresson, Engollon, Fenin-Vilars-Saules, Fontainemelon, Fontaines, Les Geneveys-sur-Coffrane, Les Hauts-Geneveys, Montmollin, Le Pâquier, Savagnier y Villiers.

## Geografía
La antigua comuna limitaba al norte con las comunas de Saint-Imier (BE) y Sonvilier (BE), al este y sur con Villiers, y al oeste con Dombresson.

## Demografía
En la siguiente tabla se muestra la evolución de la población histórica de la comuna: